# Trichesthes compostela
Trichesthes compostela är en skalbaggsart som beskrevs av Robinson 1948. Trichesthes compostela ingår i släktet Trichesthes och familjen Melolonthidae. Inga underarter finns listade i Catalogue of Life.